# Colegio de la Asunción (Gijón)
El Colegio de la Asunción es un colegio católico dirigido por la Congregación de las Religiosas de la Asunción en Gijón, Principado de Asturias (España). Imparte enseñanza en los siguientes ciclos del sistema educativo de España:
- Educación infantil (concertado)
- Educación primaria (concertado)
- Educación secundaria (concertado)
- Bachillerato (privado)

## Historia
Se funda en 1907 cuando la Superiora General de las Religiosas de la Asunción, la Madre Marie-Célestine del Buen Pastor, envía a Asturias a dos religiosas del Real Colegio Santa Isabel de Madrid, Elisabeth de Jesús, superiora, y María Ángeles de Jesús, en busca de un lugar para fundar una nueva escuela. Se decidieron por Gijón y se establecen en una casa de José Ruiz y María Ballesteros en la Carretera de Villaviciosa, la "Quinta Ballesteros". En julio se forma la primera comunidad con diecisiete religiosas (siete españolas, cinco francesas, cuatro inglesas y una polaca) y el 26 de julio de 1907 celebra la primera misa el Padre Buenaventura Recalde, rector del colegio de los Jesuitas. Comenzó su primer curso académico en 1908 con cuatro alumnas, como internado femenino. En 1934 se admitieron las primeras alumnas externas y en 1986 los primeros alumnos. El internado cerró en el curso 1968-69.

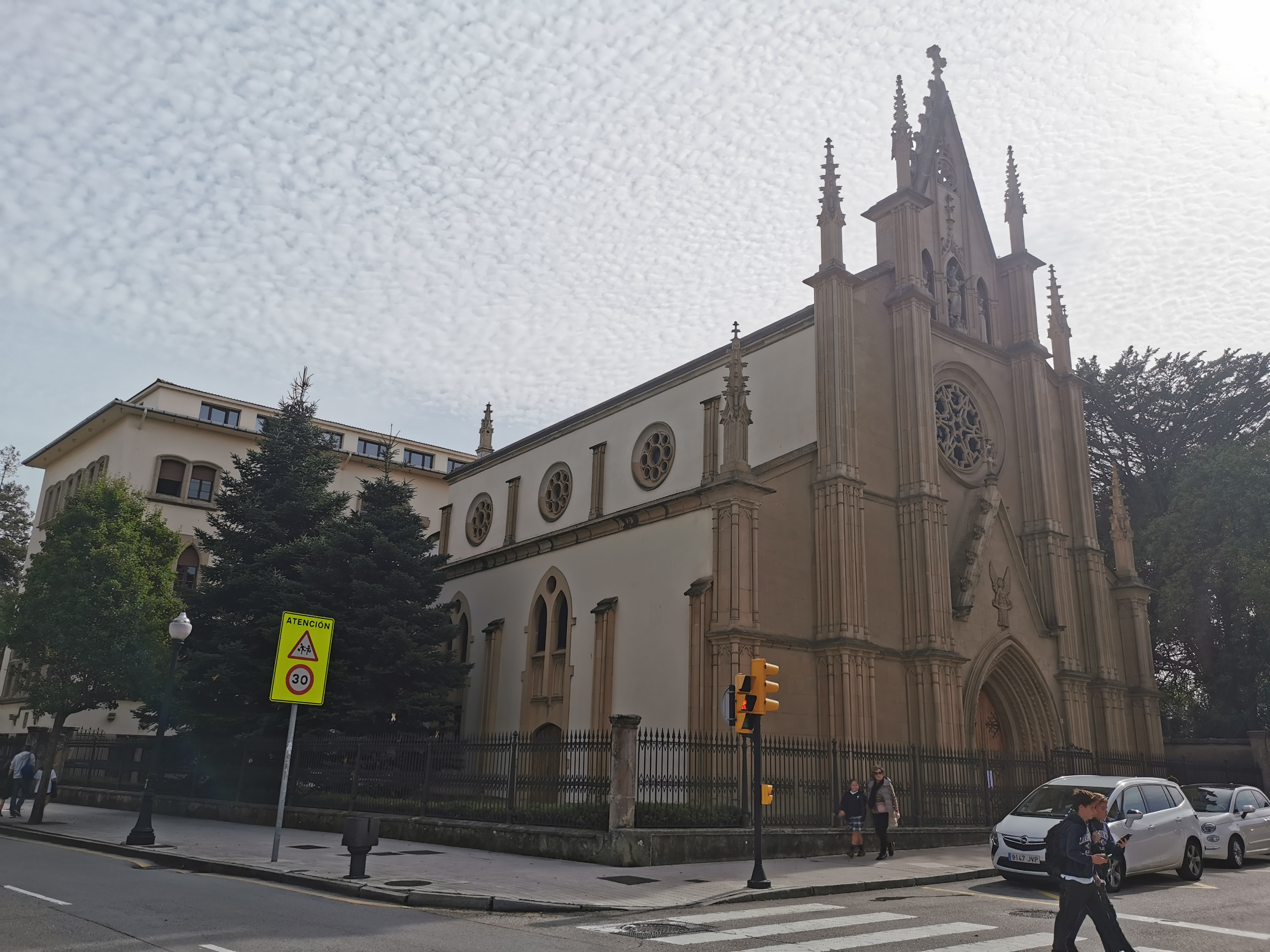
La iglesia, de estilo neogótico.

En 1909 se construye un ala para la capilla, con el dormitorio encima y en el segundo piso, las celdas, obra de Luis Bellido; y en 1935 la escuela gratuita Nazaret obra de Manuel del Busto y su hijo Juan Manuel del Busto González, que fueron también los arquitectos de la capilla actual, cuya primera piedra se puso el 28 de abril de 1948 ante el Monseñor Arriba y Castro y cuya consagración tuvo lugar el 22 de marzo de 1954 ante el Monseñor Francisco Javier Lauzurica.